# Pieter van den Doel
Pieter van den Doel (Hellevoetsluis, 31 augustus 1917 – Rotterdam, 13 januari 1985) was een Nederlandse kunstschilder die bekendheid verwierf met kleurrijke stadsgezichten van Rotterdam.

## Levensloop
Hij was zoon van schoenhersteller Pieter van den Doel en Bastiaantje Bulsing. Hijzelf trouwde met Neeltje Busse. Van den Doel verhuisde met zijn familie op jonge leeftijd naar Rotterdam. Hij werd opgeleid tot technisch tekenaar en werkte vanaf 1933 bij de werf van Wilton-Feijenoord in Schiedam en vanaf 1938 bij een metaalbedrijf in Rotterdam. Hij stopte in 1972 om gezondheidsredenen met dit werk en ging zich vanaf toen bekwamen in schilderen; daarvoor noemde hij zichzelf amateurschilder.
In 1978 won hij met zijn nostalgische werk aan de hand van zwartwit foto's uit de periode 1860-1940 een prijsvraag van het Rotterdams Nieuwsblad, in samenwerking met het gemeentearchief. Het historisch museum van Rotterdam organiseerde in 1979 een tentoonstelling van zijn werk, wegens succes spoedig gevolgd door een tweede tentoonstelling die liefst 60.000 bezoekers trok. Het Rotterdams Nieuwsblad toonde vanaf 1983 wekelijks een van zijn schilderijen in de krant, vergezeld van herinneringen van Rotterdammers en oud-Rotterdammers aan hun stad van voor de oorlog.
In 1984 verscheen het boek Kleurrijk Rotterdam met paginagrote afbeeldingen van 50 van zijn schilderijen en een tekst van Cornelis Docter, die daarin de talloze herinneringen van Rotterdammers aan elkaar reeg. In 1985 verscheen Kleurrijk Rotterdam II, met een volgende serie afbeeldingen van het werk van Van den Doel.